# (4849) Ardenne
(4849) Ardenne est un astéroïde de la ceinture principale découvert le 17 août 1936 par l'astronome allemand Karl Wilhelm Reinmuth.

## Historique
Le lieu de découverte, par l'astronome allemand Karl Wilhelm Reinmuth, est Heidelberg (024).
Sa désignation provisoire, lors de sa découverte le 17 août 1936, était 1936 QV.